# Kodiganahalli, Gauribidanur
Kodiganahalli là một làng thuộc tehsil Gauribidanur, huyện Chikkaballapur, bang Karnataka, Ấn Độ.